# C/1858 L1 (Donati)
C/1858 L1 (Donati) ist ein Komet, der im Jahr 1858 mit dem bloßen Auge gesehen werden konnte. Er wird aufgrund seiner außerordentlichen Helligkeit zu den „Großen Kometen“ gezählt.

## Entdeckung und Beobachtung
Am Abend des 2. Juni 1858 entdeckte Giambattista Donati in Florenz mit einem Teleskop einen unscheinbaren Kometen. Die Nachricht über die Entdeckung verbreitete sich schnell unter den europäischen Astronomen, aber in den Vereinigten Staaten erfolgten noch am 30. Juni und 7. Juli unabhängige Entdeckungen. Die Helligkeit des Kometen nahm beständig zu, aber Anfang August wurde der Komet in der Abenddämmerung zunächst immer schwieriger zu beobachten.
Mitte August verbesserte sich die Beobachtungssituation wieder und der Komet wurde zu dieser Zeit auf eine Helligkeit von 4,5 mag geschätzt. Die ersten Beobachtungen mit bloßem Auge gelangen wahrscheinlich Karl Christian Bruhns in Berlin am 28. August und am 2. September, als die Helligkeit 3 bis 4 mag betrug. Zwei Wochen später am 17. September später hatte sie bereits 1,4 mag erreicht.
Im September begann sich auch ein Schweif zu entwickeln, der von 1° Länge am 1. September bis zu 25° Länge am Monatsende anwuchs. Der Schweif selbst zeigte ab 8. September deutliche Querstreifen (Striae) und war leicht gekrümmt. Die Helligkeit des Kometen betrug von Ende September bis Mitte Oktober um 0 mag, und zwischen 22. September und 8. Oktober wurde der Komet von mehreren Beobachtern, darunter Johann Heinrich Mädler, Karl Christian Bruhns, Johann Friedrich Julius Schmidt, George Phillips Bond und William Rutter Dawes sogar mit Teleskopen am Taghimmel gesehen.

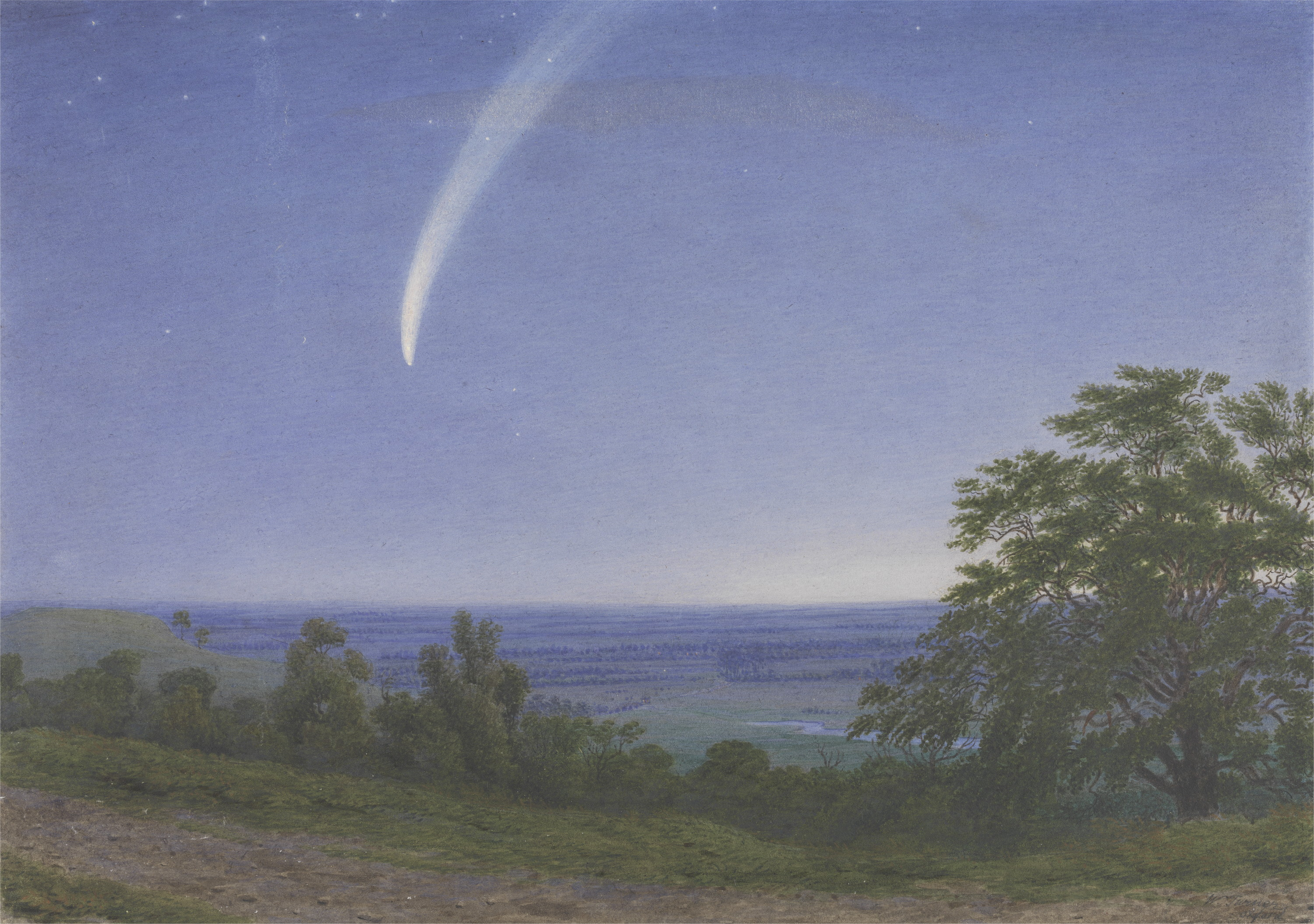
William Turner: Donati’s Comet

Nach dem Periheldurchgang entwickelte der Komet neben dem gekrümmten Staubschweif auch einen geraden Plasmaschweif von immer größerer Länge, die am 6. Oktober 40° betrug. Auch der Staubschweif erreichte am 11. Oktober zur Zeit der größten Annäherung des Kometen an die Erde eine solche Länge, während seine Breite 10 bis 16° erreichte. Danach nahm die Schweiflänge rapide ab und erreichte am 17. Oktober gerade noch 5°.
Der Komet wurde auch von zahlreichen Entdeckern, Reisenden und Abenteurern rund um die Welt gesehen. David Livingstone beobachtete den Kometen während seines Aufenthalts in Mosambik und beschrieb die Reaktion der Eingeborenen auf den Anblick. James Hector beobachtete den Kometen am 11. September auf einer Expedition in Kanada und Francis Leopold McClintock am 14. September auf einer Arktis-Expedition. Zwischen 7. Oktober und 5. November berichteten auch chinesische Astronomen von einem Kometen in Gestalt eines großen „Besensterns“.
Ab Mitte Oktober konnte der Komet schließlich bevorzugt von der Südhemisphäre aus beobachtet werden, aber seine Helligkeit betrug gegen Ende Oktober nur noch etwa 4 mag. Die letzte Beobachtung mit bloßem Auge gelang am 11. November. Teleskopisch konnte der Komet noch bis zum 4. März 1859 am Kap der Guten Hoffnung beobachtet werden.
Der Komet erreichte am 7. Oktober eine Helligkeit von 0–1 mag.

## Auswirkungen auf den Zeitgeist

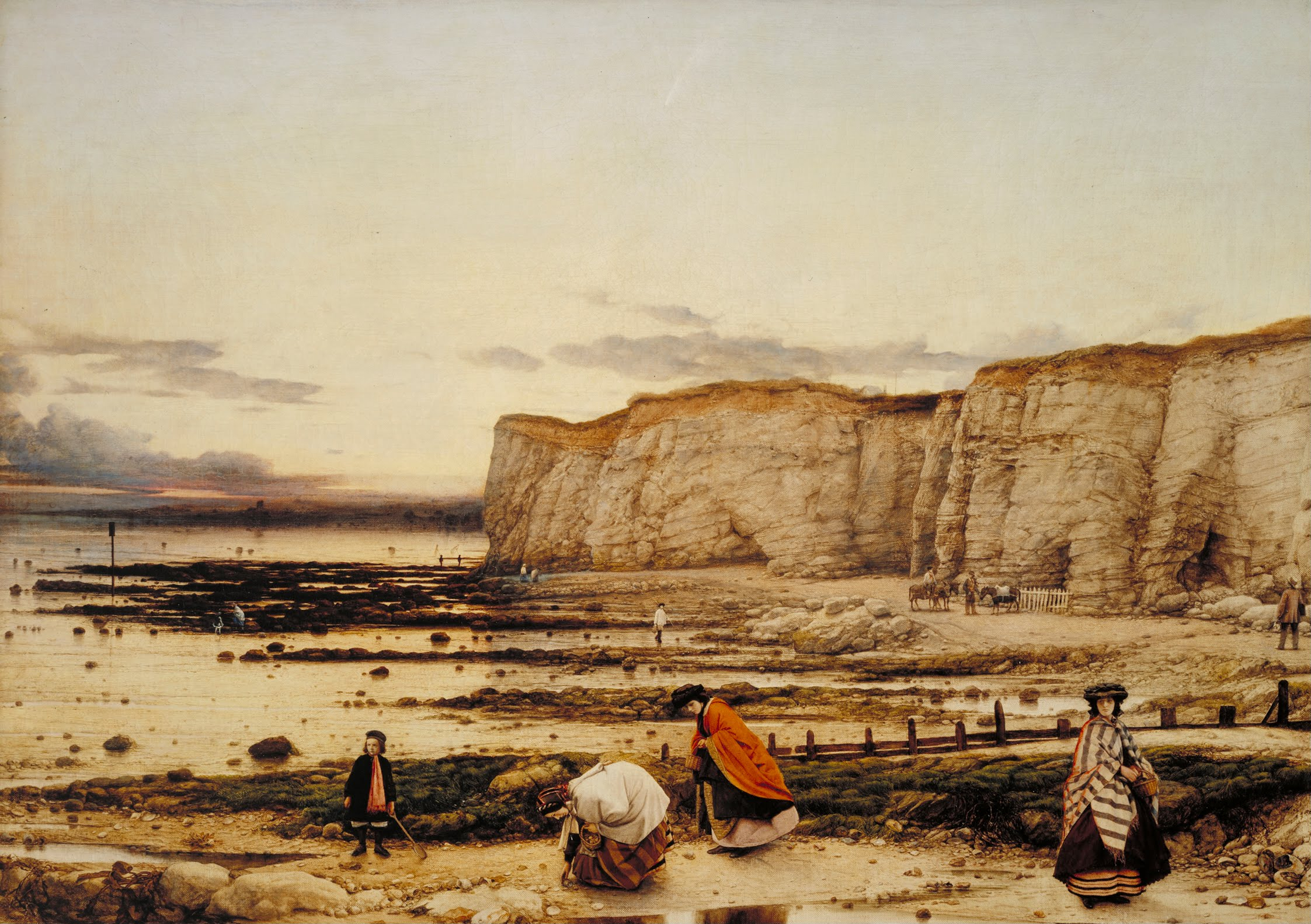
William Dyce: Pegwell Bay, Kent – a Recollection of October 5th 1858

Donati war nach Ansicht vieler Zeitgenossen einer der beeindruckendsten und schönsten Kometen (wenn auch nicht der spektakulärste) des 19. Jahrhunderts. Der äußerst helle Komet hatte einen anmutig geschwungenen Schweif und inspirierte etliche Gemälde, Lyrik und Satire, insbesondere in Großbritannien und Frankreich. In Fernost lassen sich insbesondere Einflüsse auf die Gesellschaften in Siam und Japan feststellen.
Der Komet Donati war ein echtes Medienereignis zu seiner Zeit und war während September und Oktober 1858 häufig in den Nachrichten. Zeitungen und populäre Magazine berichteten über die Faszination und Aufregung, die die Erscheinung des Kometen in der europäischen Gesellschaft auslöste. Sie lieferten auch astronomische Informationen, während satirische Magazine sich über die Kometen-Ekstase lustig machten, die Großbritannien und Frankreich überzog. Der Komet hinterließ auch Eindrücke in den Werken oder Tagebüchern von Schriftstellern wie Charles Dickens, Nathaniel Hawthorne und Jules Verne.
Unter den vielen Gemälden, die durch das Erscheinen des Kometen beeinflusst waren, ist William Dyces eindringliche Meditation über die Zeit Pegwell Bay, Kent – a Recollection of October 5th 1858 erwähnenswert. Es zeigt mehrere Mitglieder seiner Familie in dem beliebten Ferienort bei Ramsgate beim Muschelsammeln. Über der Szene ist der kaum sichtbare Schweif des Kometen Donati wiedergegeben.
Auch William Turner aus Oxford, ein guter Beobachter von Naturphänomenen, schuf mit Donati’s Comet ein überwältigendes Werk, das Kurzlebigkeit und Zeitlosigkeit in sich vereint.
König Mongkut von Siam, ein Gelehrter, der astronomische Berechnungen durchführen konnte, beobachtete auch den Kometen und versuchte die abergläubischen Befürchtungen seines Volks durch öffentliche Reden auszumerzen. Auch in Japan wurde der Komet umfassend beobachtet und sowohl als böses Vorzeichen gedeutet, da er in einer schwierigen Zeit erschien, als auch als ein Vorbote besserer Zeiten.

## Wissenschaftliche Auswertung
Gegen Ende September 1858 begann eine neue Ära in der Kometenforschung, als zum ersten Mal photographische Aufnahmen eines Kometen gemacht wurden. Dies gelang dem englischen Fotografen William Usherwood mit Hilfe seiner Porträt-Kamera am 27. September 1858, und eine Nacht später auch dem amerikanischen Astronomen William Cranch Bond am Harvard-College-Observatorium. Die Aufnahmen auf Kollodiumplatten zeigten nur die helleren Regionen der Koma und Teile des Schweifs. Erst im Jahre 1881 wurde wieder ein Komet fotografiert.

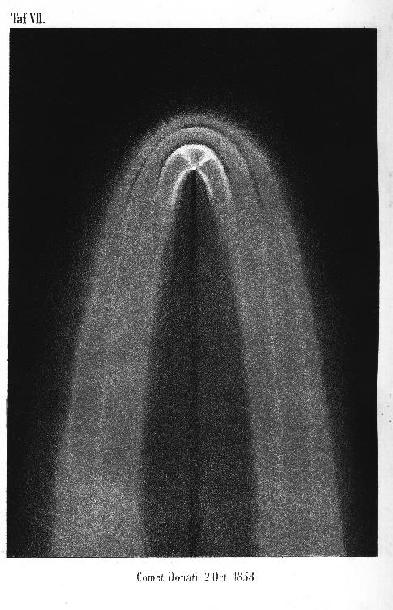
Zeichnung der Koma des Kometen Donati

Ein besonderes Merkmal dieses Kometen, was nur teleskopisch gesehen werden konnte, war der Reichtum an Details in der inneren Koma. Am 15. September 1858 wurde zuerst von Wilhelm Foerster etwas beobachtet, was er als „eine deutliche Ausströmung“ beschrieb. Auch Arthur von Auwers beobachtete in der ersten Oktoberhälfte ein „Büschel oder Fächer“, der vom Kometenkern in Richtung Sonne ausging. Zur gleichen Zeit wurden auch sechs oder sieben Hüllen um den Kometenkern beobachtet, die sich in die Koma auszubreiten schienen, und von innen nach außen schwächer wurden.
Eine mögliche Erklärung dafür konnte erst mit neuen Erkenntnissen über den Aufbau von Kometen in der zweiten Hälfte des 20. Jahrhunderts gefunden werden. Man vermutet, dass an einer Stelle des Kometenkerns die relativ inaktive Oberfläche durch irgendeinen Vorgang aufgebrochen und dadurch tiefere Regionen freigelegt wurden. Durch die Rotation des Kometen wurde diese Stelle periodisch der Sonneneinstrahlung ausgesetzt und reagierte in dieser Zeit mit heftiger Ausgasung. Die sich wegbewegenden Gaswolken wurden durch die Rotation des Kometen zu Spiralarmen geformt und durch den Sonnenwind zu sich ausdehnenden Hüllen weggeweht. Der Astronom Fred Whipple errechnete ausgehend von diesen Beobachtungen eine Rotationsperiode des Kometenkerns von etwa 4 ½ Stunden. Diese Rotation wäre ungewöhnlich schnell und könnte irgendwann dazu führen, dass der instabile Kometenkern durch die Fliehkräfte nach und nach auseinandergerissen wird.
Eine ausführliche Berechnung der elliptischen Umlaufbahn des Kometen erfolgte 1867 durch George William Hill aus 1819 Beobachtungsdaten. In jüngerer Zeit wurden durch Richard L. Branham, Jr. unter Verwendung von über 2000 Beobachtungsdaten zwischen Juni 1858 und März 1859 und unter Berücksichtigung der Störeinflüsse aller Planeten und weiterer moderner mathematischer Verfahren neue und verbesserte Bahnelemente für den Kometen und eine Umlaufzeit von etwa 1927 Jahren berechnet.

## Umlaufbahn

Komet Donati und Erdbahn 1858

Für den Kometen konnte aus etwa 1000 Beobachtungen über 270 Tage durch Hill eine elliptische Umlaufbahn bestimmt werden, die um rund 117° gegen die Ekliptik geneigt ist. Seine Bahn steht damit steil angestellt zu den Bahnebenen der Planeten, er durchläuft seine Bahn gegenläufig (retrograd) zu ihnen. Im sonnennächsten Punkt der Bahn (Perihel), den der Komet am 30. September 1858 durchlaufen hat, befand er sich mit etwa 86,5 Mio. km Sonnenabstand im Bereich zwischen den Umlaufbahnen des Merkur und der Venus. Am 10. Oktober erreichte er mit etwa 80,5 Mio. km (0,54 AE) die größte Annäherung an die Erde, acht Tage später ging er in etwa 13,2 Mio. km Entfernung an der Venus vorbei und passierte schließlich am 31. Oktober den Mars in etwa 89,2 Mio. km Abstand.
In der Nähe des absteigenden Knotens seiner Bahn bewegte sich der Komet um den 21. Oktober in geringem Abstand von nur etwa 700.000 km (0,0047 AE) zur Umlaufbahn der Venus, die diese Stelle ihrer Bahn nur etwa 7 Tage zuvor passiert hatte.
Nach den Bahnelementen von Branham und ohne Berücksichtigung nicht-gravitativer Kräfte hatte die Bahn des Kometen einige Zeit vor seiner Passage des inneren Sonnensystems eine Exzentrizität von etwa 0,9963 und eine Große Halbachse von etwa 156 AE, so dass seine Umlaufzeit bei etwa 1940 Jahren lag. Der Komet könnte demnach bereits im Altertum um das Jahr −83 (Unsicherheit ±1,5 a) erschienen sein. Durch die Anziehungskraft der Planeten, insbesondere durch einen relativ nahen Vorbeigang am Saturn im März 1858 in etwa 7 ⅓ AE und am Jupiter im September 1858 in etwa 4 ¾ AE Distanz, wurde seine Bahnexzentrizität auf etwa 0,9960 und seine Große Halbachse auf etwa 143 AE verringert, so dass sich seine Umlaufzeit auf etwa 1720 Jahre verkürzt. Wenn er um das Jahr 2718 den sonnenfernsten Punkt (Aphel) seiner Bahn erreicht, wird er etwa 42,9 Mrd. km von der Sonne entfernt sein, fast 287-mal so weit wie die Erde und 9 ½-mal so weit wie Neptun. Seine Bahngeschwindigkeit im Aphel beträgt nur etwa 0,11 km/s. Der nächste Periheldurchgang des Kometen könnte möglicherweise um das Jahr 3577 (Unsicherheit ±1,3 a) stattfinden.

## Meteorschauer auf der Venus
Die Umlaufbahn des Kometen kommt der Umlaufbahn der Venus bis auf etwa 700.000 km nahe. Dies ist nach derzeitigem Wissensstand die geringste Entfernung, bis zu der sich ein „Großer Komet“ der Umlaufbahn eines der inneren Planeten annähert. Staubpartikel des Kometen, die sich entlang seiner Umlaufbahn bewegen, könnten also regelmäßig starke Meteorschauer auf der Venus verursachen – immer dann, wenn diese etwa alle 225 Tage eine bestimmte Stelle ihrer Bahn durchläuft. Die Meteore dringen dann mit einer Geschwindigkeit von etwa 72 km/s auf der Nordhemisphäre des Planeten am Morgenhimmel in dessen Atmosphäre ein.

## Der Komet in der Lyrik
The great comet of 1858

Then came the climax! Oh that glorious hour!

The mighty Comet in its pride of power!

No sight like that had ever met my gaze!

No sight like that will living man amaze!

Beautiful vision! Feathery, graceful, bright,

A starry diamond in a veil of light!
La comète de 1858

Mystérieux navire au sillage de flamme,

Tu glisses dans les airs sans boussole et sans rame:

…

Oh! parmi les mortels, qui nous fera connaître

La nature, le fond, l’essence de ton être?

Chacun, sur ton passage accourant ici-bas,

Te regarde, t’admire, et ne te comprend pas.
In der „Novelle in Versen“ des Dichters Paul Heyse von 1858 „Die Hochzeitsreise an den Walchensee“ beginnt der „Dritte Gesang“ mit den Zeilen
Im Jahr des Heils und jenes Prachtkometen,

Der uns gereift des Achtundfünz’gers Blüte,

Wagt schüchtern nur ein Lied hervorzutreten,

Das nicht vom Hauch des jungen Weines glühte.
Daran schließt sich die sogenannte „Ode an das Bockbier“ an.

## Trivia
Der Komet inspiriert bis heute auch die Namensgeber von Rennpferden. Ein in Irland gezogener Wallach wurde 2006 „Donatis Comet“ genannt.